# 173-я стрелковая дивизия (21-я МДНО)
173-я стрелковая дивизия (2-го формирования) — воинское соединение Вооружённых сил СССР в период Великой Отечественной войны. Сформирована в июле 1941 года в Москве как 21-я дивизия народного ополчения Киевского района. 25 сентября получила новое наименование — 173-я стрелковая дивизия. Участвовала в обороне Москвы, Тулы, Сталинградской битве. Приказом НКО от 1 марта 1943 года преобразована в 77-ю гвардейскую стрелковую дивизию.

## История
Дивизия сформирована в июле 1941 года в Киевском районе Москвы из добровольцев как 21-я дивизия народного ополчения (в школе № 59 по адресу: Староконюшенный переулок, дом. 1)/ В неё вступили рабочие, колхозники, сотрудники «Мосфильма» и научных учреждений, молодые люди, ещё не отслужившие в армии.
7 июля части дивизии совершили 40-километровый марш и сосредоточились в лесном лагере западнее Москвы в районе с. Перхушково и приступили к занятиям. Дивизия также участвовала в создании Можайской линии обороны.
24 июля в лагере было организовано вручение боевых знамён.
15-го августа, после завершения комплектования подразделений и частей личным составом, боевой техникой и другим военным имуществом, дивизия покинула свой подмосковный лагерь. После трёхсуточного форсированного марша по приказу командования дивизия заняла полосу обороны на Ржевско-Вяземском оборонительном рубеже и вошла в состав 33-й армии Резервного фронта (к северо-востоку от Спас-Деменска, в районе пос. Милятино).
25 сентября согласно приказу Резервного фронта № 04/00407 12 дивизий народного ополчения получили новые порядковые номера. 21-я МДНО получила наименование 173-й стрелковой дивизии.

### Орловско-Брянская операция
Орловско-Брянская операция (30.09.-23.10.41).

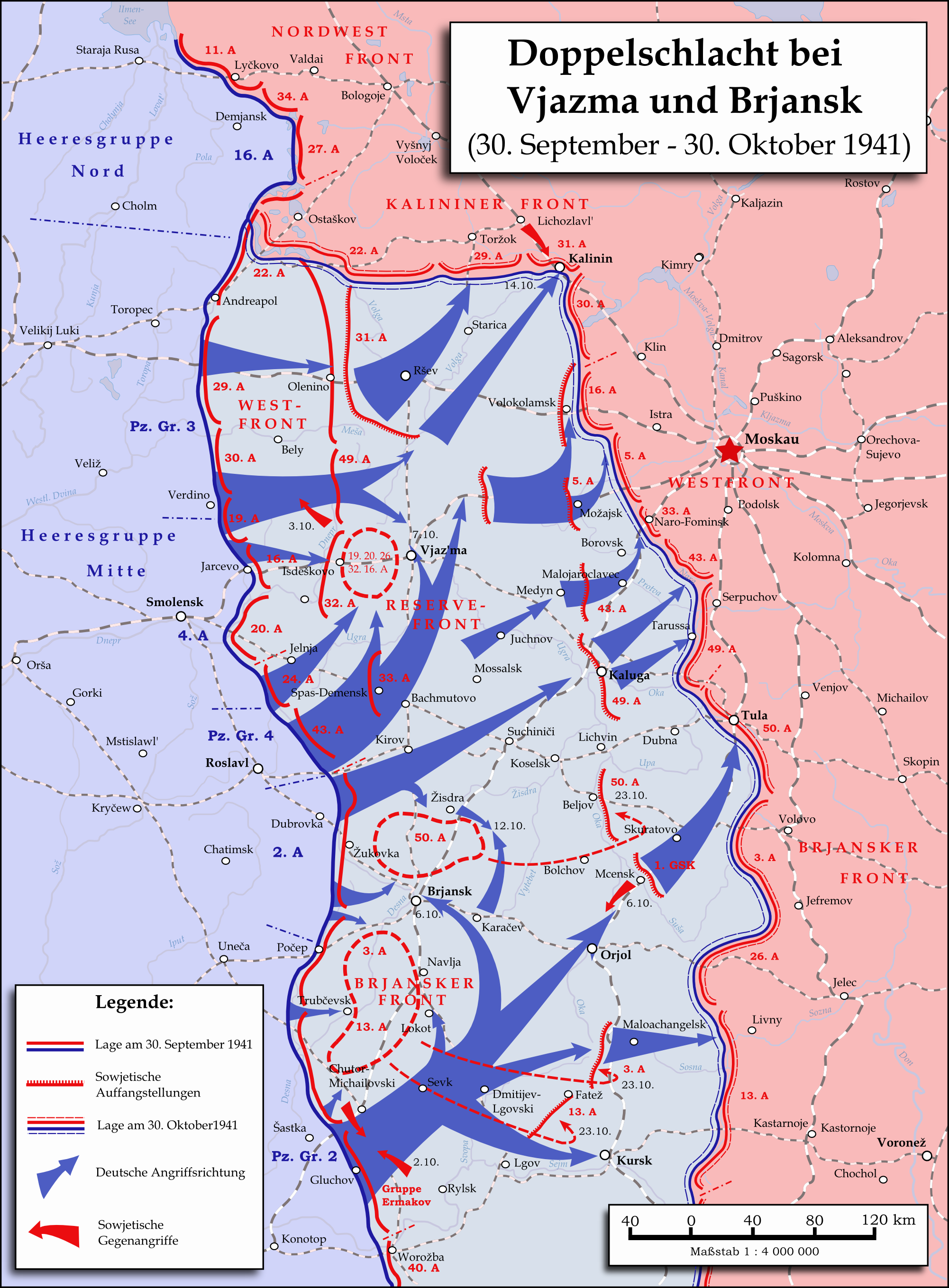
Сражения под Вязьмой и Брянском

В конце сентября 1941 года дивизия входила в состав 33-й армии Резервного фронта и занимала рубеж юго-западнее Кирова (Калужская область, бывшая Песочня). Дивизия по-прежнему была плохо вооружена, но получила 122-мм гаубицы для артиллерийского полка, сапёрный батальон и стрелковое оружие.
Линия обороны в этом районе имела брешь на участке, который ранее занимала 18-я стрелковая дивизия, спешно переброшенная отсюда в район Сычёвки.

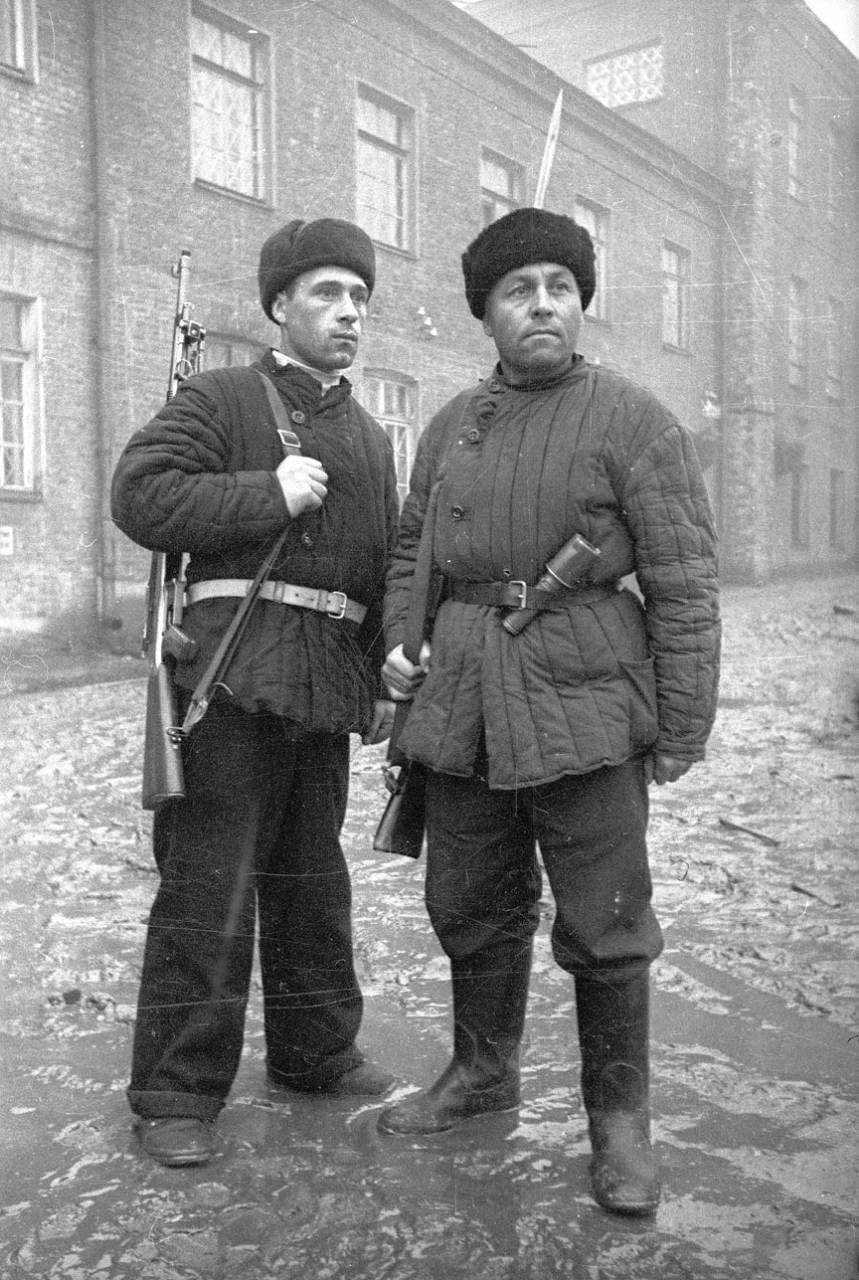
Московские ополченцы. 1941 г.

2 октября 1941 года началось наступление немецких войск против войск Западного, Резервного и Брянского фронтов. Войска 43-й армии (Резервный фронт) и 217-й стрелковой дивизии (Брянский фронт), оказывавшие упорное сопротивление превосходившим силам немецких 2-й, 5-й, 10-й танковых дивизий, вынуждены были отступить.
Через участок обороны 173-й стрелковой дивизии на восток отступали остатки 217-й стрелковой дивизии.
Противник занял район Липчаты — Мамоновка (Куйбышевский район Калужской области), железнодорожные мосты. 3 октября дивизия вступила в бой с пехотой и танками противника вдоль железнодорожной линии Погребки — Дубровка — Воронинка. Разведка выяснила, что на левом фланге за Бытошью советских войск нет, это создавало угрозу окружения 173-й стрелковой дивизии. Вечером бой утих, но авиация противника продолжала ещё бомбить Киров (Песочню) и Фаянсовую, зенитной артиллерии в дивизии ещё не было. Немецкие танки продолжали наступать через Бытошь в направлении Жиздры.
Командир 173-й стрелковой дивизии полковник А. В. Богданов приказал частям дивизии отойти за реку Болву. За ночь дивизия переправилась за реку и заняла новый оборонительный рубеж по восточному берегу Болвы. В середине дня 4 октября немецкие части вошли в Жиздру. Ночью на 5 октября крупные силы противника начали движение в направлении на Сухиничи. Командир дивизии принял решение об упорной обороне занятого рубежа.
5 октября утром противник начал наступление силами 17-й пехотной дивизии, поддержанной 50-ю танками вдоль железной дороги Киров — Сухиничи. В направлении Погост — Космачёво наступала 260-я пехотная дивизия, на Людиново — часть 52-й пехотной дивизии вермахта и 15 танков противника.
В районе п. Старобужский 1311-й полк был вынужден начать отступление под угрозой окружения. Одна гаубичная батарея выехала в район деревни Ухобичи и открыла огонь по противнику, находившемуся в районе Гавриловки, чтобы помочь выбраться из окружения командованию дивизии.
Против вышедших из Гавриловки 40 танков противника 1313-й полк занял оборону на опушке леса южнее д. Ухобичи. Немецкие танки обошли тылы полков дивизии, направив танки в район Заболотье. 1315-й и 1311-й полки стали отходить. Положение осложнилось в связи с тем, что районе д. Которец был выброшен немецкий десант. Дивизия продолжала сражаться в окружении.
Ночью командование дивизии, 3-й батальон 1315-го полка и небольшая группа партизан вышли к д. Которец. Отход основных сил дивизии обеспечивал 1313-й полк, который продолжать держать оборону на занимаемом рубеже.
Примерно в 80 км юго-восточнее Кирова, в районе Холмищи-Медынцево командование дивизии соединилось с 1313-м и 1315-м полками. 1311-й полк погиб 5 октября. Начался снежный буран.
Утром 9 октября в районе Ульянова (40 км западнее Белёва) дивизия встретила части отступавшей 50-й армии (командующий генерал-майор А. Н. Ермаков). Перед 173-й дивизией была поставлена задача, прикрывать отход 50-й армии, которая 21 октября перешла к обороне по восточному берегу р. Оки севернее Белёва.

### Оборона Тулы
С 24 октября по 5 декабря 1941 г. — Тульская оборонительная операция.
50-я армия через несколько дней оставила рубеж на Оке и отошла к Туле. 173-я стрелковая дивизия начала отход на Одоев, затем через Крапивну на Тулу.
27 октября дивизия получила приказ перейти к обороне на Орловском шоссе на рубеже Захаровка — Карамышево. Но этот рубеж уже был занят танками 2-й танковой группы Гудериана.
На запланированном ранее рубеже Ретиновка-Захаровка дивизия не успела занять оборону, ей пришлось с ходу вступить в бой. Артиллерия дивизии вела огонь по танкам противника прямой наводкой. Дивизия нанесла большие потери 17-й танковой дивизии и моторизованному полку дивизии «Великая Германия». 173-я дивизия отошла в Тульскую Засеку — большой лес рядом с Ясной Поляной.
По приказу командования Западного фронта дивизия в начале ноября была выведена в резерв и для укомплектования. 4 ноября 1941 года она прибыла в район Каширы, была всё ещё плохо вооружена, совершенно не имела полевой и противотанковой артиллерии.
Немецкое командование решило обойти Тулус юго-запада и юго-востока (18-25 ноября). Главный удар второй танковой армии Гудериана был направлен на Сталиногорск, Венев и Каширу, противник стремился как можно быстрее занять переправы на Оке и выйти к Москве. Противник захватил Дедилово и Сталиногорск, 24 ноября советские войска оставили Венёв.
В ночь с 25 на 26 ноября под Каширой 173-я стрелковая дивизия дала отпор наступавшим 40-му и 63-му моторизованным полкам 17-й танковой дивизии вермахта. Упорная оборона Венёва войсками Венёвского боевого участка (начальник участка — командир 413-й сд А. Д. Терешков), бои за Каширу позволили выиграть время, необходимое для подхода к Кашире 1-го гв.кавалерийского корпуса генерал-майора П. А. Белова. Под Венёвом мужественно сражался 1315-й полк 173-й сд, почти полностью состоявший из молодых, ещё необученных бойцов.
27 ноября 1313-й и 1315-й полки 173-й сд и 1 гв.кавалерийский корпус перешли в наступление. Три дня шли упорные бои у г.Стародуб и нп Пятница. В ночь на 4 декабря дивизия вела бои за узлы сопротивления противника в д. Белоутово и Борисово. 1315-й полк стремительно ворвался в Белоутово и захватил 5 орудий и др.трофеи. 1313-й полк, выбив противника из Борисова, захватил автомашину со штабными документами, 20 грузовых автомашин, много автоматов и винтовок.
Бои за Борисово шли в течение 4-5 декабря, противник ввёл в бой части своей 176-й пехотной и 29-й моторизованной дивизии. 1-й гвардейский кавалерийский корпус освободил Гитчино, Ряхино. Части 17-й тд и 29-й моторизованной дивизий противника отходили на юг вдоль дороги Кашира-Узловая.
5-6 декабря 1941 года началось контрнаступление Красной Армии под Москвой.

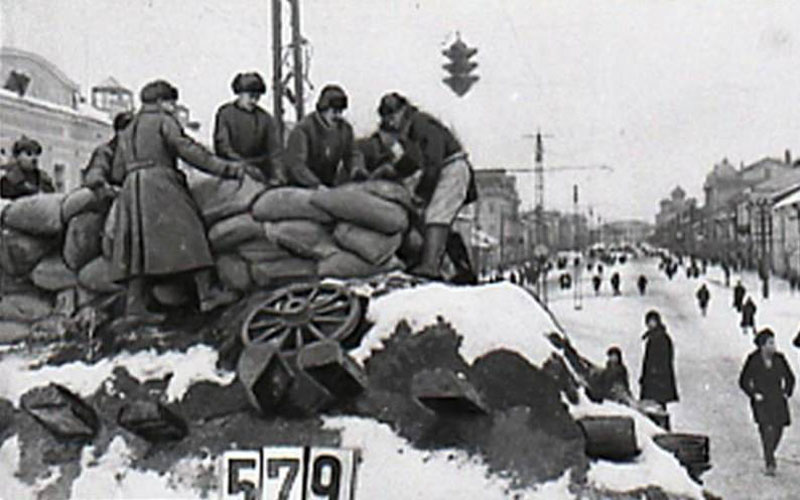
Тульская оборонительная линия. 1941 г.

На Венёвском направлении наступала оперативная группа под командованием генерала П. А. Белова (1-я и 2-я гвардейские кавалерийские дивизии, 9-я танковая бригада и 173-я стрелковая дивизия). Венев был освобождён 9 декабря 1941 года
После овладения Веневом дивизия была передана в состав 49-й армии (генерал-майор Захаркин) Западного фронта и переброшена на алексинское направление (150 км к югу от Москвы). В ночь на 14 декабря дивизия сосредоточилась в районе Кривцово, Новая Жизнь, Поповкино (20 км северо-западнее Тулы). Выполняя боевой приказ командования, дивизия освободила г. Алексин, участвовала в разгроме Детчинской группировки противника, освободила Полотняный Завод. В результате боевых действий дивизии были перерезаны железная дорога и шоссе Калуга — Малоярославец.
20 января 1942 года 173-я стрелковая дивизия вновь вошла в состав 50-й армии Западного фронта.
Дивизия вела тяжёлые бои за овладение Варшавским шоссе — важным оперативным направлением, связывавшим столицу с 37-м Малоярославецским укреплённым районом.
С 25 по 30 января 1942 года держала оборону по Варшавскому шоссе, по которому части 1-го гвардейского кавалерийского корпуса Белова прорвали линию обороны противника. Однако ударом танков и мотопехоты севернее шоссе противник отрезал 173-ю стрелковую дивизию от частей 50-й армии.
С 1 по 4 февраля 1942 года части дивизии вели бои севернее шоссе, а штаб дивизии оставался южнее шоссе.
4 февраля остатки дивизии смогли соединиться с частями 50-й армии. Командир дивизии полковник Богданов и командир 1313 сп майор Дуб были преданы суду военного трибунала как не обеспечившие управление своими частями.
7 февраля части вермахта смогли прорвать оборону 173-й стрелковой дивизии в районе Вышнее и взяли в плотное кольцо ударную группу 50-й армии (413-ю, 340-ю, 154-ю, 32-ю тбр). 14 февраля части 50-й армии с большими потерями вышли из окружения.
Летом 1942 года 173-я сд находилась во втором эшелоне 10-й армии и занималась боевой подготовкой. В августе 1942 года дивизия (8997 чел.) была переброшена на Сталинградский фронт (генерал армии Н. Ф. Ватутин).

### Сталинградская битва
(17 июля 1942 г. — 2 февраля 1943 г.)

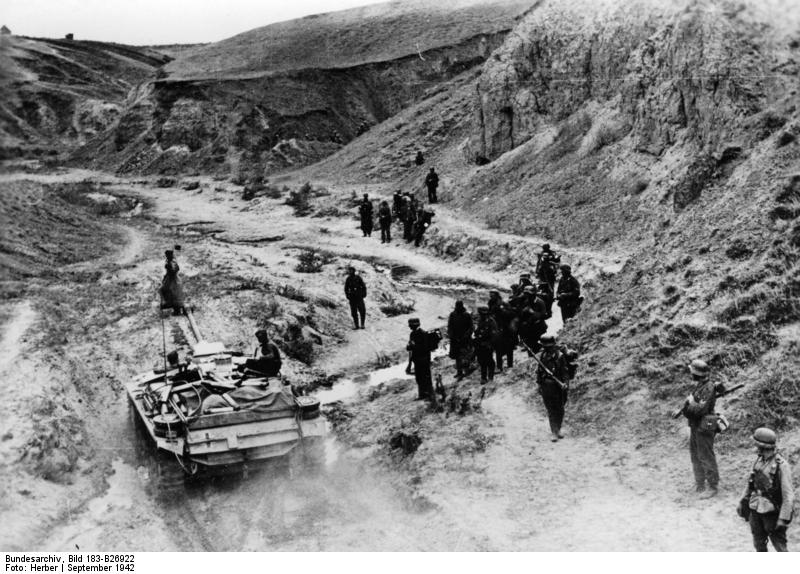
Наступление немецких войск на Сталинград. Лето 1942 года

С 5 по 25 сентября 1942 года 173-я стрелковая дивизия находилась в составе 24-й армии, затем 1 гв. армии северо-западнее Сталинграда. 18-23 сентября 1942 года дивизия вела наступательные бои под станцией Котлубань. В начале ноября понёсшая большие потери дивизия была пополнена за счёт расформированных 232-й и 221-й сд Донского фронта (генерал-лейтенант К. К. Рокоссовский).
С 7 декабря 1942 года 173-я сд в составе 65-й армии (П. И. Батов) участвовала в разгроме окружённой под Сталинградом группировки противника. 28 декабря дивизия овладела населённым пунктом Казачий Курган.

Советская операция «Уран» 1942 года. Окружение немецкой группировки под Сталинградом

С 10 января 1943 года 173-я сд участвовала в разгроме окружённой группировки Паулюса. Дивизия наступала по направлению Взрубная — Карповка, к исходу 3 дня боёв ей удалось освободить деревню Карповка, где было захвачено 400 автомашин и 40 орудий. В течение тяжёлых боёв с 15 по 30 января дивизии удалось освободить Дубинин, пос. Красный Октябрь, Нефтесиндикат. 24 января 173-я сд вместе с 293-й сд овладела военно-транспортным аэродромом Гумрак.
В Карповке дивизия захватила 400 автомашин и 40 орудий.
31 января дивизия совместно с частями 57-й армии вела бои с окопавшимися в городе солдатами вермахта. В феврале дивизия выполняла задание командующего 64-й армией по очистке города от останков солдат противника.
Приказом Народного Комиссара Обороны СССР от 1 марта 1943 года № 104 за проявленную отвагу в боях за Отечество с немецкими захватчиками, за стойкость, мужество, дисциплину и организованность 173-я стрелковая дивизия была преобразована в 77-ю гвардейскую стрелковую дивизию.
77-я гвардейская стрелковая дивизия участвовала в Курской битве, Висло-Одерской и Берлинской операциях.

## Командование
Командиры
- Богданов, Александр Владимирович (02.07.1941 — 07.02.1942), полковник
- Титанов, Пётр Яковлевич (08.02.1942 — 08.05.1942), полковник
- Катюшин, Василий Александрович (10.05.1942 — 29.06.1942), подполковник
- Хохлов, Василий Данилович (30.06.1942 — 07.11.1942), полковник
- Аскалепов, Василий Семёнович (08.11.1942 — 01.11.1943), полковник, с 1.03.1943 гвардии генерал-майор

Начальник штаба
- Г. Н. Первенцев, полковник
- Никольский, капитан[7]

Комиссар
- И. Ф. Анчишкин, батальонный комиссар

Начальник политотдела
- Д. Т. Шепилов (профессор)

## Состав
- 1311-й стрелковый полк,
- 1313-й стрелковый полк,
- 1315-й стрелковый полк,
- 979-й артиллерийский полк,
- 252-й отдельный истребительно-противотанковый дивизион (с 19.2.1942 г.),
- 280-я зенитная артиллерийская батарея (768 отдельный зенитный артиллерийский дивизион),
- 478-я разведывательная рота,
- 464-й сапёрный батальон,
- 867-й отдельный батальон связи,
- 309-й медсанбат (501 медсанбат — I) — до 25.10.1941 г.,
- 501-й медсанбат (II) — с 28.11.1941 г.,
- 345-я отдельная рота химзащиты,
- 313-я автотранспортная рота,
- 270-я полевая хлебопекарня,
- 191-й дивизионный ветеринарный лазарет,
- 832-я (930-я) полевая почтовая станция,
- 429-я полевая касса Госбанка.

## Подчинение
- 33-я армия Резервного фронта (август — октябрь 1941 г.)
- 50-я армия Западного фронта (октябрь — ноябрь 1941 г.)
- Оперативная группа генерала Белова (ноябрь — декабрь 1941 г.)
- 49-я армия Западного фронта (декабрь 1941 г. — январь 1942 г.)
- 50-я армия Западного фронта (январь — июнь 1942 г.)
- 10-я армия Западного фронта (июнь — август 1942 г.)
- 24-я армия Сталинградского фронта (5 — 15 сентября 1942 г.)
- 1-я гвардейская армия Сталинградского фронта (16 сентября — октябрь 1942 г.)
- 24-я армия Донского фронта (10 октября — 5 декабря 1942 г.)
- 65-я армия Донского фронта (6 декабря 1942 г. — 14 января 1943 г)

## Память
- В 2021 году по инициативе депутатов от «Единой России» законом Москвы учреждён День московского народного ополчения, который отмечается 11 октября. В этот день на Кутузовском проспекте был открыт памятный знак, посвящённый бойцам 21-й дивизии народного ополчения Киевского района Москвы[8][9].